# Glenea aluensis
Glenea aluensis är en skalbaggsart. Glenea aluensis ingår i släktet Glenea och familjen långhorningar.

## Underarter
Arten delas in i följande underarter:
- G. a. aluensis
- G. a. vivesi